# Antoine-Charles Lefèvre
Antoine-Charles Lefèvre, francoski general, * 1880, † 1972.